# Shy (gruppo musicale)
Gli Shy (chiamati talvolta Shy England) sono un gruppo pop metal britannico formato nel 1983 a Birmingham.
La melodic metal band di Birmingham venne ben accolta grazie al loro debutto discografico. L'esordio avvenne nel 1983 quando parteciparono alla compilation Metal Warriors con il brano "'Tonight". Dopo aver continuato tour e cambiato etichette discografiche, gli Shy trovarono il maggior successo commerciale con il loro Excess All Areas del 1987 che venne lanciato dalla hit "Break Down The Walls".

## Storia
Originariamente la band si formò sotto il nome di Trojan, orientandosi maggiormente sulle scie dell'heavy metal tradizionale. La band era composta dal cantante Tony Mills, Steve Harris alla chitarra, il bassista originale Mark Badrick, il tastierista Paddy McKenna ed il batterista Alan Kelly. Tony Mills e compagni decisero in seguito di adottare il nome di Shy orientandosi su un heavy metal più morbido e AOR. Il loro debutto commerciale avvenne nel 1983 quando parteciparono alla compilation Metal Warriors edita dalla Ebony con la traccia "Tonight".
Nello stesso anno il quintetto esordì con il primo album, Once Bitten...Twice..., realizzato anche per la Ebony, venne prodotto da Darryl Johnston.
Cominciarono ad emergere delle critiche nei confronti di Mills, infatti egli venne paragonato al frontman dei Marillion per il suo dipingersi il volto. I 5 cominciarono ad ottenere un certo successo con il debut album, ma in questo periodo il bassista Mark Badrick venne sostituito dall'ex Trouble Roy Davis.
Abbandonarono presto la Ebony Records per un più vantaggioso contratto con la major label RCA. Ciò permise alla band di partire per un tour britannico di supporto ai Magnum e Twelfth Night per la promozione del loro secondo album dal titolo di Brave the Storm. Prodotto da Tony Platt (Foreigner, Uriah Heep, AC/DC), il disco vantava la partecipazione straordinaria dei membri degli Uriah Heep John Sinclair e Pete Goalby ai backing vocals. Altre importanti band supportate dagli Shy furono gli UFO ed i Twisted Sister.
Va sottolineato che l'etichetta impedì che il singolo "Hold On (To Your Love)" venisse lanciato nelle classifiche.
Il successivo Excess All Areas, pubblicato nell'estate 1987, venne registrato in Olanda con il produttore Neil Kernon (Dokken, Queensrÿche, Britny Fox). La traccia d'apertura "Emergency" venne composta da Duane Hitchings e Michael Bolton, ma era presente anche la reinterpretazione di Cliff Richard "Devil Woman". Il disco, considerato il più apprezzato dalla critica, portò la band a suonare al fianco di Meat Loaf, Gary Moore e i Bon Jovi. La hit estratta dal disco fu "Break Down The Walls" scritta in collaborazione con Don Dokken (noto frontman dei Dokken) che garantì al singolo una forte sponsorizzazione da parte delle radio.

### Il declino
Dopo la loro apparizione al Reading Festival del 1987, la band venne scaricata dalla RCA in ottobre, per poi essere accolta dalla FM Revolver Records pubblicando l'EP Just Love Me. Poco dopo suonarono al noto locale Edwards No. 8 di Birmingham e firmarono successivamente per la MCA Records. Con questa pubblicarono il disco Misspent Youth nel 1989, disco che venne registrato a Los Angeles con la produzione di Roy Thomas Baker (Queen, Ozzy Osbourne, Alice Cooper). Partirono subito per un tour di supporto accompagnati dagli Enuff Z'nuff, Badlands e Sleeze Beez. Tornati in Europa supportarono gli Hunter/Ronson. Sfortunatamente, dopo gli esiti disastrosi di Misspent Youth Mills nel 1990 decise di abbandonare la band per dedicarsi alla carriera solista con la stessa MCA, etichetta che sciolse il contratto con gli Shy. Tuttavia il debutto discografico di Mills rimase irrealizzato a causa del abbandono da parte della stessa MCA.
Dopo la dipartita dagli Shy, Mills formò la heavy metal band Siam nel 1992 assieme a membri di altre band britanniche, tra cui il chitarrista dei Marshall Law Darren Horton.
Mills venne sostituito dall'ex cantante della AOR band After Hours John Francis.
Con il nuovo frontman la band realizzò il brano "What Love Can Make You Do". Sfortunatamente egli ebbe breve durata nella band, così gli Shy con Francis non realizzeranno alcuna registrazione ufficiale.
Ad immediata sostituzione subentrò John Ward, cantante con alle spalle diverse partecipazioni in altre hair metal band d'oltre oceano; infatti fu voce dei London, Hurricane e Madam X, prima di raggiungere i britannici con cui inciderà il quinto album autofinanziato dal titolo di Welcome to the Madhouse nel 1994.
Questo non riuscì a riscuotere il meritato successo a causa dell'invasione dell'ondata grunge. L'heavy metal, l'hair metal, l'AOR furono considerati ormai generi sorpassati ed il disco, pubblicato nuovamente da Neil Kernon con Simon Hanhart, venne pubblicato esclusivamente per il mercato giapponese dalla Phonogram Records.Seguirono alcune tappe nei locali inglesi, ma dopo aver tentato di risollevare la popolarità, il gruppo non riuscì nell'intento. Ward quindi optò per una nuova band dal nome di Psycho Ward, band che comprendeva alcuni membri della NWOBHM band Handsome Beasts.

### La ripresa
Nel frattempo Tony Mills, che con i Siam pubblicò due dischi, abbandonò la band dopo lo scioglimento nel 1996. Nello stesso anno la BMG/Victor ristampa il disco Brave the Storm in formato CD solo per il mercato giapponese con l'aggiunta di sei tracce bonus tra remix, versioni alternative ed i due brani in versione live "Two Hearts" e "Behind Closed Doors".
Mentre nel 1998 il debut album venne ristampato per la Neat Metal Records, la carriera degli Shy sembrò risollevarsi. Raggiunti nuovamente da Mills, il quintetto tornò in studio pubblicando Let The Hammer Fall. Ma oltre al nuovo disco in studio venne realizzata anche la raccolta Regeneration contenente vecchie demo ed il live album Live In Europe, con all'interno la performance del 1987 nel tour europeo con Gary Moore.
Ward dopo aver accantonato il progetto Handsome Beasts collaborò con l'ex-chitarrista dei Guns N'Roses Slash per poi entrare negli Oliver/Dawson Saxon nel 2000.
Gli Shy annunciarono lo scioglimento del contratto con la Neat Metal Records per spostarsi sulla Z Records per un nuovo disco, preceduto dall'EP Breakaway (2001). Questo vedeva l'inclusione di due nuove tracce accompagnate da versioni acustiche di vecchi brani.
La band, dopo aver arruolato il novo membro, l'ex batterista degli Asia Bob Richards, si mise al lavoro per la composizione del nuovo disco. Il full-length, il quale titolo avrebbe dovuto essere Skydiving, venne pubblicato nel 2002 col nome di Unfinished Business.
La versione giapponese, pubblicata per l'etichetta Avalon Marquee, due tracce bonus, le versioni demo dei brani "Skydiving" e "Breakaway".
Nello stesso anno Mills vedrà pubblicato il suo debutto solista Cruiser, disco che rimase accantonato già nel periodo della sua dipartita dal gruppo. Gli Shy tornarono finalmente ad esibirsi dal vivo dopo i primi anni di incertezza della riunione. La nuova formazione vedeva l'abbandono del tastierista ma l'inclusione del nuovo secondo chitarrista Ian Richardson. Nel luglio 2003 Roy Davies raggiunse la nuova band Jt's Bugie mentre l'ex-cantante John "Wardi" Ward, dopo aver abbandonato il progetto Oliver/Dawson Saxon fondò gli Iron Horse.
L'ultimo disco degli Shy fu Sunset and Vine (2005), dove le sonorità rimasero su un AOR più "Journey oriented". Questo venne prodotto dall'ex Siam (ex band di Mills) Andy Faulkner e vedeva la partecipazione esterna dell'ex chitarrista dei Siam Ian Richardson. L'album ricevette degli elogi dal mondo del AOR, e dimostrò che gli Shy erano ancora in ottima forma. Inoltre gli Shy parteciparono al Firefest II festival del 2005 nel Regno Unito assieme ad altri giganti dell'AOR e dell'hair metal come House of Lords, Harem Scarem, Danger Danger e Blue Tears.

### Tempi recenti
Parallelamente Mills intraprese altri progetti. Nel gennaio 2006 egli raggiunse la storica glam rock band dei Sweet nel ruolo di cantante e bassista. Tuttavia egli abbandonò la band dopo qualche concerto. Nel giugno fondò un nuovo progetto assieme al chitarrista svedese Linkan Andersson. Con questa band, dal nome di The Andersson Mills Project, Mills pubblicherà il disco Crank It Up.
Nel 2006 Mills fronteggiò la progressive rock band di Los Angeles China Blue. Pochi mesi dopo, nell'estate 2006, cominciarono a circolare le voci sul fatto che Mills sarebbe potuto essere il sostituto di Tony Harnell nella band TNT. Casualmente, gli Shy avevano suonato di supporto all'ultimo concerto dei TNT con Tony Harnell al Polar Festival di Storsteinnes, Norvegia il 30 giugno. Mills annunciò la sua dipartita dagli Shy verso metà luglio per raggiungere i TNT. Gli Shy contattarono l'ex Sweet e Praying Mantis Tony O'Hora come sostituzione, ma questa unione ebbe breve durata. Infine nel 2007 gli Shy annunciarono finalmente il nuovo cantante, Lee Small, ex singer dei Survellance.
Dopo la pubblicazione di un nuovo disco, il primo con Lee Small alla voce, a titolo omonimo Shy (2011), il 29 ottobre 2011 muore il chitarrista Steve Harris, ucciso da un cancro al cervello contro cui combatteva dal 2009.

## Formazione

### Formazione attuale
- Lee Small - voce
- Steve Harris - chitarra
- Ian Richardson - chitarra
- Roy Davis - basso
- Joe Basketts - tastiere
- Bob Richards - batteria

### Ex componenti
- Tony Mills - voce
- John Ward - voce
- John Francis - voce
- Mark Badrick - basso
- Paddy McKenna - tastiere
- Alan Kelly - batteria

## Discografia

### Album in studio
- 1983 - Once Bitten...Twice...
- 1985 - Brave the Storm
- 1987 - Excess All Areas
- 1989 - Misspent Youth
- 1994 - Welcome to the Madhouse
- 1999 - Let the Hammer Fall
- 2002 - Unfinished Business
- 2005 - Sunset and Vine
- 2011 - Shy

### EP
- 1987 - Just Love Me
- 2001 - Breakaway

### Live
- 1999 - Live in Europe

### Raccolte
- 1999 - Regeneration
- 2006 - Reflections: The Anthology 1983-2005